# Héctor Herrera (atleta)
Héctor Herrera (Cuba, 23 de mayo de 1959) es un atleta cubano retirado, especializado en la prueba de 4x400 m en la que llegó a ser subcampeón olímpico en 1992.

## Carrera deportiva
En los JJ. OO. de Barcelona 1992 ganó la medalla de plata en los relevos 4x400 metros, con un tiempo de 2:59.51 segundos, llegando a la meta tras Estados Unidos —que batió el récord olímpico— y por delante de Reino Unido, siendo sus compañeros de equipo: Lázaro Martínez, Norberto Téllez y Roberto Hernández.
Es padre del futbolista Ozziel Herrera, quien actualmente reside en los Tigres de la UANL de México.